# Veliki Jasenovac
Veliki Jasenovac (en serbe cyrillique : Велики Јасеновац) est un village de Serbie situé sur le territoire de la ville de Zaječar, district de Zaječar. Au recensement de 2011, il comptait 226 habitants.

## Démographie

### Évolution historique de la population
| 1948  | 1953 | 1961 | 1971 | 1981 | 1991 | 2002 | 2011 |
| ----- | ---- | ---- | ---- | ---- | ---- | ---- | ---- |
| 1 059 | 992  | 880  | 835  | 677  | 525  | 370  | 226  |

|  |